# Tentório
O tentório é o conjunto de estruturas quitinosas, formadas internamente por apódemas, que asseguram a sustentação interna do cérebro dos invertebrados.
As estruturas do tentório afiguram-se como excrescências do exoesqueleto, chamadas apófises, que se projectam em direcção ao interior da cápsula cefálica destes animais. As referidas apófises servem de ponto de ancoragem muscular da cabeça e ajudam a suster as estructuras do sistema nervoso. Externamente, podem observar-se os pontos onde ocorrem essas inervações que dão origem às apófises do tentório.